# Phippsiella viscaina
Phippsiella viscaina är en kräftdjursart som beskrevs av J. L. Barnard 1967. Phippsiella viscaina ingår i släktet Phippsiella och familjen Stegocephalidae. Inga underarter finns listade i Catalogue of Life.